# Donkioporia
Donkioporia — рід грибів родини Gloeophyllaceae. Назва вперше опублікована 1973 року.

## Класифікація
До роду Donkioporia відносять 2 види:
- Donkioporia albidofusca
- Donkioporia expansa